# Jemenski Arapi
Jemenski Arapi, arapski narod na jugu Arapskog poluotoka, poglavito u Jemenu, ali i u još nekim drugim državama:Džibuti, Eritreja, Kenija, Ujedinjeno Kraljevstvo. Jemenski Arapi govore ta'izzi-adenski arapski i po govoru razlikuju se od Sjevernojemenskih Arapa koji govore sanaanski arapski na području nekadašnjeg Sjevernog Jemena, kao i od Hadrami Arapa (hadramautski Arapi) iz Hadramauta u unutrašnjosti Jemena.

## Život i običaji Jemenskih Arapa
Socijalna struktura Jemenskih Arapa sastoji se od četiri klase ljudi: Sayyid ili  'bogati'  (سيد) (pl. Saadah); Qatani, (plemenski ljudi); Shafi'ite su  'građani' , oni su trgovci, umjetnici i obrtnici; i na dnu su robovi Akhdam (u sing. Khadem). Jemensko arpasko društvo u strukturi je plemensko, s preko 1,700 plemena ili klanova. Ova plemena predvođena su arapskim poglavicama šeicima  (شيخ, shaykh; u pl. شيوخ shuyūkh), koji često međusobno ratuju. 
I glavnina današnjih Jemenskih Arapa živi u utvrđenim naseljima koja se lako mogu obraniti od napada. Svaka kuća ima prozore na sve četiri strane, pa se svatko tko prolazi kroz grad striktno kontrolira. Individualne nastambe su dekorirane, imaju ravan krov, terasu namijenjenu ženama za sušenje rublja. U unutrašnjosti prekrivene su ćilimima, a posjetilac je dužan svoje cipele ostaviti na ulaznim vratima. Soba za prijem gostiju i kuhinja nalaze se na katu. Socijalni život veoma im je važan, a većina ih uživa, sjedeći na podu, ispijati dnevnu kavu iz šalica bez drški. 
Nasljeđe je patrilinearno, a svaki muškarac može da ima do četiri žene, ali u biti uglavnom su monogamni. U prošlosti su brak ugovarali roditelji, a djevojčice bi se udavale već od 9. godine. 
U ne tako davno vrijeme mnogi nomadi naselili su se u planinskim selima gdje su se počeli baviti uzgojem žitarica, povrća, kave, manga, mogranja, datulja, dinja i drugoga. Domaće životinje drže se poglavito zbog mlijeka i jaja.

## Vanjske poveznice
- Elham M Manea, Yemen, the tribe and the state  Arhivirana inačica izvorne stranice od 17. rujna 2008. (Wayback Machine)